# Belegering van Kasteel Krakau
Het Beleg van Krakau was een belegering van het kasteel Krakau in Noordrijn-Westfalen door de graaf van Busquoy en Ambrosio Spinola tijdens de Tachtigjarige Oorlog. Het beleg maakte deel uit van Spinola's veldtocht van 1605-1606. Na een beleg van drie dagen, moest Krakau zich overgeven aan het Spaanse leger.

## Aanloop
Na het succesvolle Beleg van Wachtendonk (1605) trok de graaf van Busquoy nu naar het kasteel Krakau, dicht bij de stad Krefeld. Het was in 1601 ingenomen door baron van Cloudt namens de prins van Oranje. Het kasteel lag strategisch te midden van moerassen. Er was echter in geen tijden regen gevallen en door de droogte hadden Spinola's troepen al voordeel behaald in Wachtendonk, en datzelfde voordeel was ook in Krakau van toepassing. Op 5 november waren de Spaanse troepen aanwezig en sloeg men het beleg.

## Beleg
Het kasteel stond onder leiding van gouverneur heer van Swieten, en een garnizoen bestaande uit 400 mannen. De gouverneur had geen gezag over het garnizoen. Toen het op 8 november het geschut opgesteld stond en het schieten begon, vluchtten de soldaten vanaf de Halve maan (die voor de poort lag) het kasteel op. Op het kasteel zelf moesten zij zich overgeven aan de Spanjaarden en na onderhandeling moesten zij zich oneervol overgeven onder voorwaarden van de overwinnaar. De officiers mochten het kasteel verlaten met een geweer aan hun zijde, de soldaten moesten gaan met een bonenstaak in de handen om zich publiekelijk tot schande te maken.